# Theodore Dru Alison Cockerell
Theodore Dru Alison Cockerell, född 22 augusti 1866 i London, död 26 januari 1948 i San Diego, Kalifornien, var en brittisk-amerikansk zoolog. Han var bror till Sydney Carlyle Cockerell och Douglas Bennett Cockerell. 

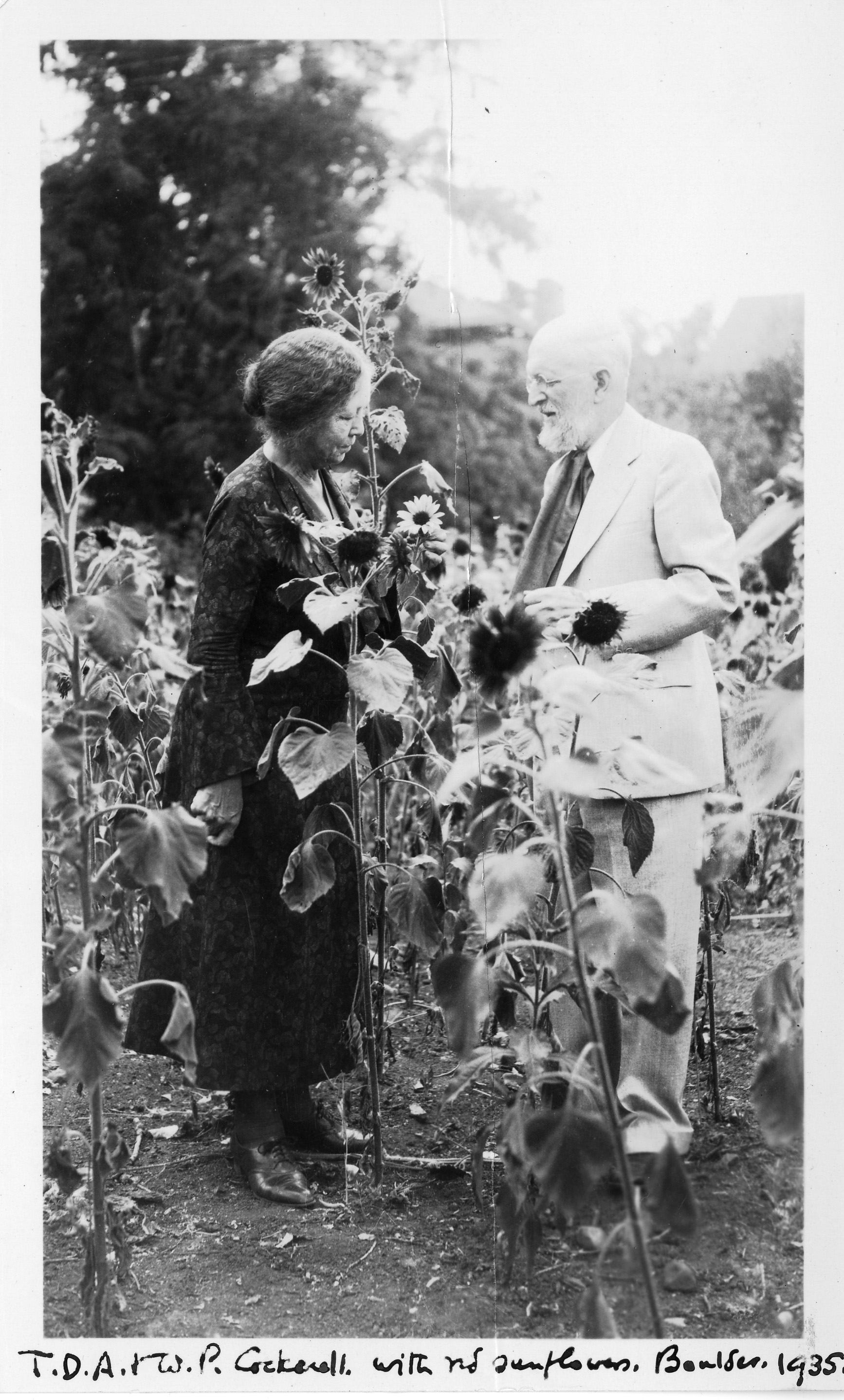
Theodore Dru Alison Cockerell tillsammans med botanikern Wilmatte Porter Cockerell (1871-1957), som han gifte sig med år 1900. Han uppkallade snäckarten Mexichromis porterae efter henne 1901. Foto från 1935.

Cockerell var utbildad vid Middlesex Hospital Medical School, och studerade sedan botanik i fält i Colorado 1887–1890. Därefter blev han taxonom och författade ett stort antal artiklar om Hymenoptera, Hemiptera och Mollusca, liksom om paleontologi och evolution. 1891–1901 var Cockerell konservator för det offentliga museet i Kingston på Jamaica, professor i entomologi vid New Mexico Agricultural Experiment Station. Han var lärare i biologi vid New Mexico Normal University 1900–1903, konservator vid Colorado College Museum 1903–1904 och blev 1904 lektor i entomologi och 1906 professor i systematisk zoologi vid University of Colorado, där han arbetade tillsammans med Junius Henderson med att bygga upp universitetets naturhistoriska museum. Under andra världskriget drev han Desert Museum i Palm Springs, Kalifornien.